# دوغ إمهوف
دوغلاس إمهوف (بالإنجليزية: Doug Emhoff)‏‏ (13 أكتوبر 1964 في بروكلين - ) محام أمريكي والرجل الثاني الحالي للولايات المتحدة، بصفته زوج نائبة الرئيس كامالا هاريس. إمهوف يُعتبر هو أول رجل ثاني للولايات المُتحدة في التاريخ الأمريكي. وهو أيضًا أول زوج يهودي لنائب رئيس.

## أوائل حياته وتعليمه
وُلد دوغلاس كريج إيمهوف في 13 أكتوبر 1964 في بروكلين، أحد أحياء مدينة نيويورك، وهو ابن لأبوين يهوديين وهما باربرا ومايكل إيمهوف. انتقل أجداده إلى الولايات المتحدة من غورليك في بولندا سنة 1899 تقريبًا بسبب الاضطهاد. لديه أخ وأخت. نشأ وترعرع منذ 1969 وحتى 1981 في ماتاوان وبلدة أولد بريدج بنيوجيرسي والتحق بمدرسة سيدار ريدج الثانوية. كانت عائلته من أتباع الكنيس الإصلاحي شالوم في بلدة أبردين التي أقام فيها إيمهوف حفل بار ميتسفا في عام 1977. حضر إيمهوف في الصيف التالي عام 1978 معسكر سيدار ليك في ميلفورد بولاية بنسلفانيا، وتم تصنيفه باعتباره «الأكثر رياضية» في فصله في سن 13 عامًا. لما بلغ سن 17 عامًا انتقل مع عائلته إلى جنوب غرب كاليفورنيا وفيها تخرج من مدرسة أجورا الثانوية. حصل على درجة البكالوريوس في دراسات الاتصالات من جامعة كاليفورنيا في نورثريدج في عام 1987، وحصل على الدكتوراه في القانون من كلية جولد للقانون بجامعة جنوب كاليفورنيا في عام 1990.

## الحياة الشخصية
تزوج إيمهوف من كرستين إيمهوف لمدة 16 عامًا واسمها قبل الزواج كرستين ماكين. أنجبا طفلين هما كول وإيلا. تزوج من كامالا هاريس في 22 أغسطس 2014، في سانتا باربرا بولاية كاليفورنيا، مع إشراف شقيقتها مايا هاريس. قُدرت ثروة إيمهوف وهاريس الصافية معًا بنحو 5.8 مليون دولار في أغسطس 2019. أقام الزوجان مؤقتًا في بلير هاوس، بيت الضيافة الرسمي للرئيس، نظرًا لخضوع مكتب نائب الرئيس حينها للإصلاح والتجديد، في بداية فترة تولي هاريس. امتلكا عدة منازل في سان فرانسيسكو وواشنطن العاصمة وحي برينتوود في لوس أنجلوس.

## التدرج المهني
عمل إيمهوف كمحامٍ متخصص في قضايا الترفيه، وبدأ حياته المهنية في مجموعة التقاضي في بيلسبري وينثروب. انتقل بعد ذلك في أواخر التسعينيات إلى إحدى الشركات المرموقة وهي شركة بيلين رولينجز آند بادال. افتتح بعدها في عام 2000 شركته الخاصة بالشراكة مع بن ويتويل، والتي استحوذت عليها شركة فينابل في عام 2006. كانت شركتا وول مارت وميرك من بين عملائه. أصبح العضو المنتدب في مقرات فينابل الكائنة في الساحل الغربي.
التحق إيمهوف في عام 2017 بشركة دي إل إيه بايبر بصفته شريكًا فيها، وعمل في مقراتها الكائنة في واشنطن العاصمة وكاليفورنيا. حصل إيمهوف على إجازة من العمل في الشركة بعد الإعلان عن خوض زوجته السباق الرئاسي لعام 2020 إلى جانب جو بايدن. أعلنت الحملة ترك إيمهوف لشركة دي إل إيه بايبر بشكل دائم بعد فوز بطاقة بايدن-هاريس، وذلك قبل يوم التنصيب تجنبًا لمخاوف تضارب المصالح.
أعلن مركز القانون بجامعة جورج تاون في ديسمبر 2020 عن انضمام إيمهوف إلى هيئة التدريس بالكلية بصفته مدرسًا منتدبًا وزميلًا متميزًا في معهد القانون والسياسة التكنولوجية التابع للجامعة.

## الرجل الثاني في الولايات المتحدة الأمريكية
تم الإعلان ترشيح هاريس لمنصب نائب الرئيس بايدن في الانتخابات الرئاسية في أغسطس 2020، فأصبح إيمهوف بذلك الرجل الثالث في تاريخ الولايات المتحدة الذي يكون زوجًا لمرشحة لمنصب نائب الرئيس من حزبي الأغلبية، بعد جون زاكارو (زوج جيرالدين فيرارو) وتود بالين (زوج سارة بالين آنذاك).
صرح إيمهوف بأنه صاحب مقطع الفيديو المنتشر بعنوان «لقد فعلناها يا جو!» في 7 نوفمبر 2020، والذي احتوى على محادثة هاتفية بين بايدن وهاريس بعدما وصلهما نبأ فوزهما في الانتخابات.
أصبح إيمهوف أول رجلٍ ثانٍ للولايات المتحدة بعد تولي هاريس منصبها. أصبح كذلك أول زوج يهودي لنائبة رئيس أمريكي. عُرِفَ إيمهوف بلقب «الرجل الزوجة»، وهو مصطلح عامي يشير إلى اشتهاره فقط بفضل زوجته (أو المحتوى المنشور عن زوجته)، أو الرجل الذي يبذل لزوجته دعمًا غير محدود. أطلق إيمهوف على نفسه لقب الرجل الزوجة في عام 2020 على منصة تويتر.
يخطط إيمهوف بصفته الرجل الثاني للتركيز على المساواة في حق الحصول على إجراءات عادلة والمساواة في التمثيل القانوني.
شرع إيمهوف في مارس 2021 بصفته نائبًا للقاضي في إلقاء دورة تعليمية بعنوان "نزاعات قانون الترفيه" في مركز القانون بجامعة جورج تاون. أشار إلى أنه لطالما أكن الاحترام للمعلمين لأنه «يعلم صعوبة التدريس بالفعل». أضاف أيضًا أنه «يحترم المعلمين الذين يمارسون ذلك كل يوم».
ترأس إيمهوف وفود الولايات المتحدة في العديد من الفعاليات الدبلوماسية، مثل حفل افتتاح دورة الألعاب البارالمبية الصيفية 2020 في طوكيو وتنصيب الرئيس الكوري الجنوبي يون سوك يول وتنصيب الرئيس الفلبيني بونج بونج ماركوس. سافر في يوليو 2022 إلى مدينة يوجين بولاية أوريغون، للمشاركة في حفل افتتاح بطولة العالم لألعاب القوى 2022.
شارك إيمهوف في يونيو 2023، في مؤتمر آباء الكونجرس على المائدة المستديرة في كابيتول هيل، لمناقشة برامج دعم الأسرة التي تتبناها إدارة بايدن. أكدت تلك المناقشة على أهمية الإجازة العائلية وشجعت على استخدامها. اهتمت أجندة المائدة المستديرة بالاستراتيجيات الفيدرالية لتشجيع مشاركة الوالدين في تربية الأبناء، وتعزيز سياسات إجازة الأسرة والإجازة الطبية المدفوعة الأجر، وتوسيع نطاق الإعفاء الضريبي للأطفال، وتحسين الوصول إلى رعاية الطبية للأطفال بأسعار مقبولة.